# Municipio de Self Creek
El municipio de Self Creek (en inglés: Self Creek Township) es un municipio ubicado en el condado de Pike en el estado estadounidense de Arkansas. En el año 2010 tenía una población de 685 habitantes y una densidad poblacional de 5,76 personas por km².

## Geografía
El municipio de Self Creek se encuentra ubicado en las coordenadas 34°14′19″N 93°44′37″O / 34.23861, -93.74361. Según la Oficina del Censo de los Estados Unidos, el municipio tiene una superficie total de 118.99 km², de la cual 103,6 km² corresponden a tierra firme y (12,93 %) 15,38 km² es agua.

## Demografía
Según el censo de 2010, había 685 personas residiendo en el municipio de Self Creek. La densidad de población era de 5,76 hab./km². De los 685 habitantes, el municipio de Self Creek estaba compuesto por el 94,31 % blancos, el 1,02 % eran afroamericanos, el 1,75 % eran amerindios, el 0,58 % eran asiáticos, el 0,44 % eran de otras razas y el 1,9 % eran de una mezcla de razas. Del total de la población el 1,31 % eran hispanos o latinos de cualquier raza.